# 佐々木一徹
佐々木 一徹（ささき いってつ、1992年9月25日 - ）は、日本のラグビー選手。

## プロフィール
- 岩手県出身[1]。
- ポジションはプロップ(PR)。
- 身長：186cm、体重：130kg。
- ニックネームは巨デブ。
- 関西学生代表に選ばれたことがある[2]。

## 略歴
岩手県立不来方高等学校でラグビーを始める。
2011年、岩手県立不来方高等学校卒業後、立命館大学に入る。なお不来方高校時代、高校日本代表候補に選ばれたことがある。
2018年、立命館大学卒業後、釜石シーウェイブスに加入。
2019年、釜石シーウェイブスを退団した。